# Nantun
Nantun ou district de Nantun (Chinois traditionnel: 南屯區; pinyin: Nántún Qū; Wade–Giles: Nan2-t'un2 Ch'ü1) est un district de la municipalité de Taichung à Taïwan situé dans sa partie sud.

## Histoire
Le district faisait partie de la ville provinciale de Taichung avant son incorporation dans le Comté de Taichung pour former la municipalité spéciale de Taichung le 25 décembre 2010.
Nantun comprend la ville nouvelle de Liming qui abrite de multiples bureau du gouvernement.

## Démographie
- Population: 178 446 hab. (janvier 2023)
- Densité: 5 756 hab/km²

## Divisions administratives
| - Xinsheng (新生) - Zhenping (鎮平) - Zhonghe (中和) - Fengshu (楓樹) - Yongding (永定) - Fengle (豐樂) - Chunshe (春社) - Chun-an (春安) - Baoshan (寶山) - Wenshan (文山) - Liming (黎明) - Sanyi (三義) | - Sanhe (三和) - Sancuo (三厝) - Gouqiang (溝墘) - Daye (大業) - Huizhong (惠中) - Tianxin (田心) - Wenxin (文心) - Tongxin (同心) - Datong (大同) - Dacheng (大誠) - Daxing (大興) |

## Éducation
- Université Ling Tung
- Université nationale des sciences et technologies de Taichung: Campus de Nantun

## Lieux d'intérêts
- Parc forestier de Wenxin

## Attractions touristiques

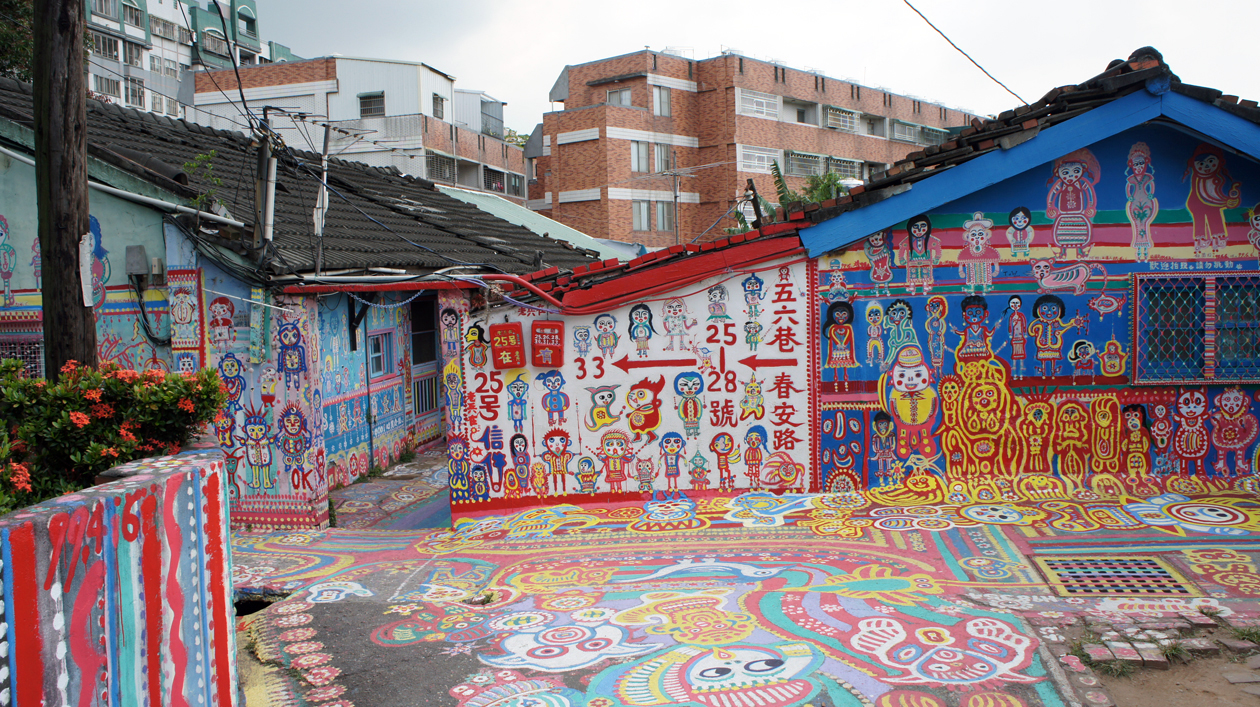
Village arc-en-ciel

- Parc Feng-le
- Temple Wanhe
- Village arc-en-ciel

### Métro de Taichung
- Shui-an Temple
- Wenxin Forest Park
- Nantun
- Feng-le Park

### Routes
- Route provinciale 1A
- Route provinciale 74